# 한지민 (모델)
한지민(1995년 10월 25일 ~)은 대한민국의 모델이다.

## 학력
- 서경대학교 모델연기과 (졸업)

## 경력
- 2016 잡지 W, 보그 모델